# Авне ле Сек
Авне ле Сек (фр. Avesnes-le-Sec) насеље је и општина у североисточној Француској у региону Север-Па де Кале, у департману Север која припада префектури Валансјен.
По подацима из 2011. године у општини је живело 1.380 становника, а густина насељености је износила 132,82 становника/km². Општина се простире на површини од 10,39 km². Налази се на средњој надморској висини од 61 метар (максималној 77 m, а минималној 48 m).

## Демографија
| 1962. | 1968. | 1975. | 1982. | 1990. | 1999. | 2011. |
| ----- | ----- | ----- | ----- | ----- | ----- | ----- |
| 1.573 | 1.618 | 1.584 | 1.486 | 1.389 | 1.281 | 1.380 |

График промене броја становника у току последњих година